# Cuisery
Cuisery – miejscowość i gmina we Francji, w regionie Burgundia-Franche-Comté, w departamencie Saona i Loara.
Według danych na rok 1990 gminę zamieszkiwało 1505 osób, a gęstość zaludnienia wynosiła 133 osoby/km² (wśród 2044 gmin Burgundii Cuisery plasuje się na 146. miejscu pod względem liczby ludności, natomiast pod względem powierzchni na miejscu 839.).